# Olesa de Montserrat
Olesa de Montserrat es un municipio y localidad española de la provincia de Barcelona, en la comunidad autónoma de Cataluña. El término municipal, por el que discurre el río Llobregat y ubicado en la comarca del Bajo Llobregat, tiene una población de 24 677 habitantes (INE 2024).

## Geografía
El municipio está rodeado por cuatro pueblos: al norte, Vacarisas; al este, Viladecavalls; el río Llobregat divide Esparraguera en el poniente; y al sur, Abrera. Su extensión es de 16,75 km² de estos, 2,752 km² corresponden al suelo urbano e industrial.
Dada su situación geográfica y su altitud, Olesa se encuentra dentro de lo que se denomina clima mediterráneo, caracterizado por inviernos moderados y veranos no excesivamente calurosos pero este último verano las temperaturas han sido más elevadas de lo habitual. En el invierno las temperaturas oscilan en 5 °C y 6 °C por las mañanas y unos 10 °C por el mediodía. El verano es cálido con una temperatura media de 30 °C. La media de precipitaciones anuales oscila entre 500 y 600 mm.
Olesa se caracteriza por su producción artesanal de aceite de oliva y por las representaciones teatrales protagonizadas por actores amateurs. 

## Símbolos
El escudo de Olesa de Montserrat se define por el siguiente blasonamiento:

Escudo embaldosado cortado: 1º de oro, un olivo arrancado de sinople frutado de sable; 2º de gules, un monte de 7 peñas de oro moviente de la punta cimado de una sierra también de oro. Por timbre una corona mural de villa.

Fue aprobado el 8 de marzo de 1990 y publicado en el DOGC el 30 de julio del mismo año con el número 720.

## Demografía
Olesa de Montserrat cuenta con una población de 24 677 habitantes (INE 2024).
| Gráfica de evolución demográfica de Olesa de Montserrat entre 1842 y 2021                                             |
| |
| Población de derecho según los censos de población del INE. Población de hecho según los censos de población del INE. |

## Administración y política
Olesa es una villa gobernada mayoritariamente por la izquierda desde el inicio de la democracia municipal, el año 1979. Su alcalde es Miquel Riera Rey.
| Periodo   | Nombre                                                 | Partido               |
| --------- | ------------------------------------------------------ | --------------------- |
| 1979-1983 | Enric Termens Beltrán                                  | PSC                   |
| 1983-1987 | Enric Termens Beltran Daniel Pujol García              | PSC                   |
| 1987-1991 | Enric Termens Beltran                                  | Independent           |
| 1991-1995 | Pere Planas Duran Jaume Francesc Subirana              | CiU ICV               |
| 1995-1999 | Enric Termens Beltran                                  | PSC                   |
| 1999-2003 | Enric Termens Beltran Jaume Monne Dueñas Joan Rota Ros | PSC                   |
| 2003-2007 | Joan Rota Ros                                          | PSC                   |
| 2007-2011 | Jaume Monne Dueñas Magdalena Graells Casals            | PSC CiU               |
| 2011-2015 | Salvador Prat i Asensio                                | Bloc Olesà-ICV-EUiA-E |
| 2015-2019 | Pilar Puimedon Monclús                                 | Bloc Olesà-ICV-EUiA-E |
| 2019-2023 | Miquel Riera Rey                                       | Bloc Olesà            |

## Servicios

### Educación
En Olesa de Montserrat existen los siguientes centros educativos:
- CEIP Josep Ferrà i Esteva
- CEIP Mare de Déu de Montserrat
- CEIP Puigventós
- CEIP Sant Bernat
- Cooperativa Daina-Isard
- Escola Povill
- Escolàpies Olesa
- Institut Creu de Saba
- Institut Daniel Blanxart i Pedrals

### Transporte
Los accesos a Olesa de Montserrat son varios:
- Carretera C-55 de Olesa a Manresa o Solsona. Enlaza con la A-II (antes N-II) en Abrera, y con la C-26 y la C-451 en Solsona.
- Carretera BV-1201 de Olesa a Abrera-Castellbisbal. Enlaza con la comarcal C-243 en sentido Tarrasa.
- Autovía A-II Lérida-Barcelona, enlaza con la C-55.
- Carretera a Tarrasa (B-120).
- Ferrocarriles de la Generalidad de Cataluña, línea Llobregat-Noya.

Transporte público
Olesa de Montserrat cuenta con una estación de tren de los Ferrocarriles de la Generalidad de Cataluña (FGC) de la línea Llobregat-Noya, de la cual el municipio es cabeza de vía y destino de la línea S4, que enlaza Olesa de Montserrat con Barcelona, además de tener servicio también con las líneas R5 y R50, que también unen a Olesa con la capital catalana, y por dirección contraria, los trenes que vienen de Martorell, San Baudilio de Llobregat y Barcelona de ambas líneas van a Manresa pasando por la estación olesana.
Por otra parte, hasta hace relativamente poco tiempo, la estación de Olesa de Montserrat de los Ferrocarriles de la Generalidad de Cataluña tenía correspondencia con el Teleférico Olesa-Esparraguera, que por parte de los FGC unían los dos municipios llobregatenses a través del teleférico, y que posteriormente finalizó el servicio a causa de la situación económica, y por la no gran demanda entre Olesa de Montserrat y Esparraguera, por lo que fue sustituido por un servicio de autobuses interurbanos.
Olesa tiene una compañía de autobuses interurbanos llamada T.G.O. (Transports Generals d'Olesa), que circulan y sirven un servicio de transporte entre varios municipios de la cercanía olesana en el que se encuentran diversas líneas:
- M1 Olesa-Tarrasa-Bellaterra: línea que une a Olesa con la ciudad de Tarrasa y la Universidad Autónoma de Barcelona ubicada en Bellaterra, barrio de Cerdañola del Vallés. Dos autobuses parten en las primeras horas de la mañana desde Olesa, uno en dirección y destino Tarrasa, a las 06:55h y el otro a las 07:55h, pasando por Viladecaballs y Tarrasa con destino Universidad. A lo largo del día parten desde Olesa otros tres autobuses más (dos con el recorrido completo y otro que acaba en Tarrasa. No circula en los días festivos y fines de semana.
- M2 Olesa: bus urbano de la compañía que hace un recorrido completo por toda Olesa. No circula domingos y festivos.
- M3 Olesa-Esparraguera: autobús con servicio entre Olesa y Esparraguera. Circula todo los días, y los festivos con horario del domingo.
- M4 Olesa-Santa María de Vilalba-Martorell: ruta comprendida entre Olesa, Santa María de Vilalba (Abrera) y Martorell. No circula domingos y festivos.

## Cultura
Vecinos del municipio de Olesa de Montserrat durante la Semana Santa, representan teatralmente "La Passió", los últimos días de la vida de Jesucristo. No es solo de interés el hecho de que sea un drama sacro, sino que es de verdadero interés cultural al tratarse de un espectáculo donde las primeras noticias documentadas de la representación se remontan al año 1538. 

### Patrimonio

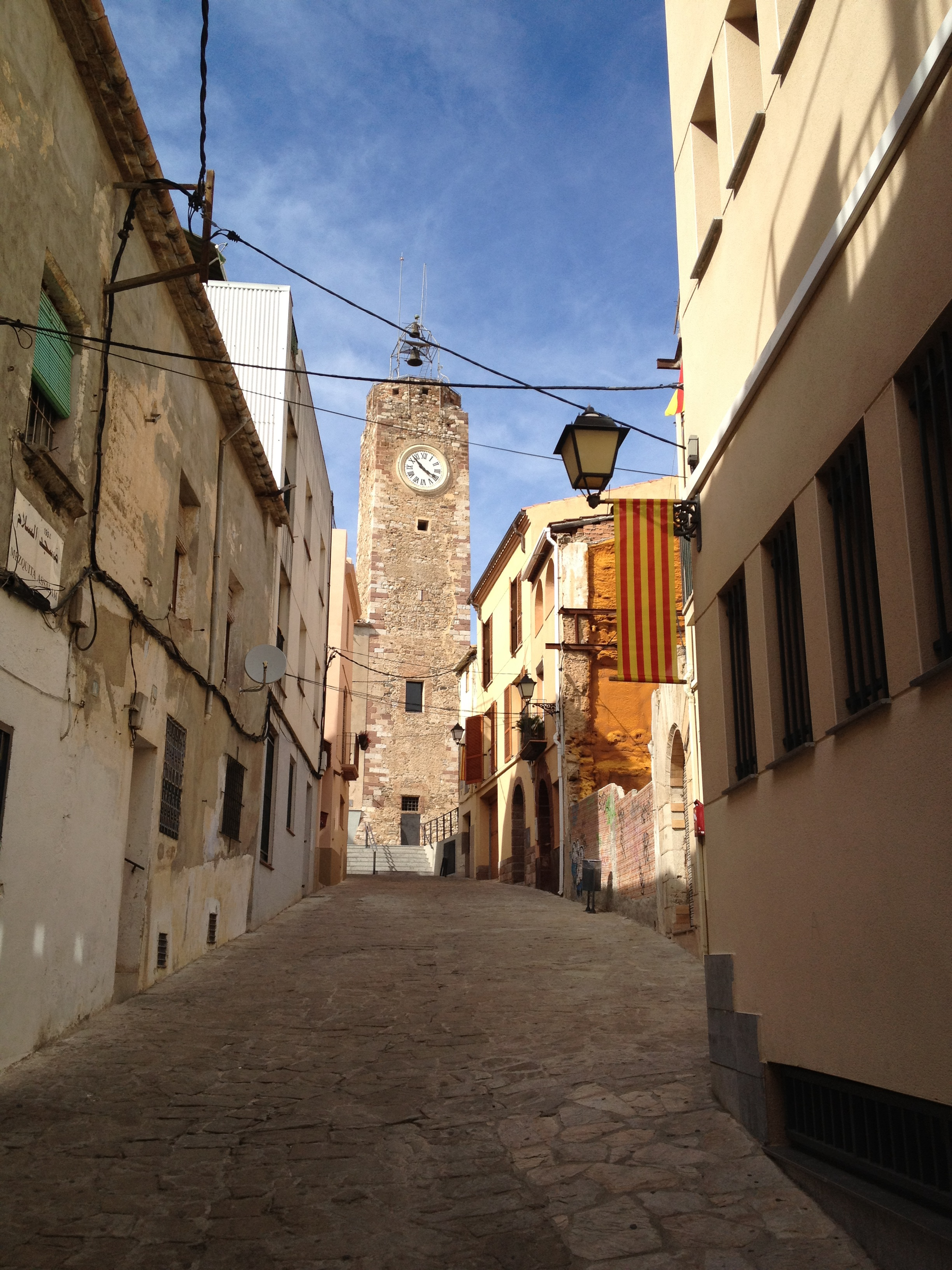
Torre del Reloj

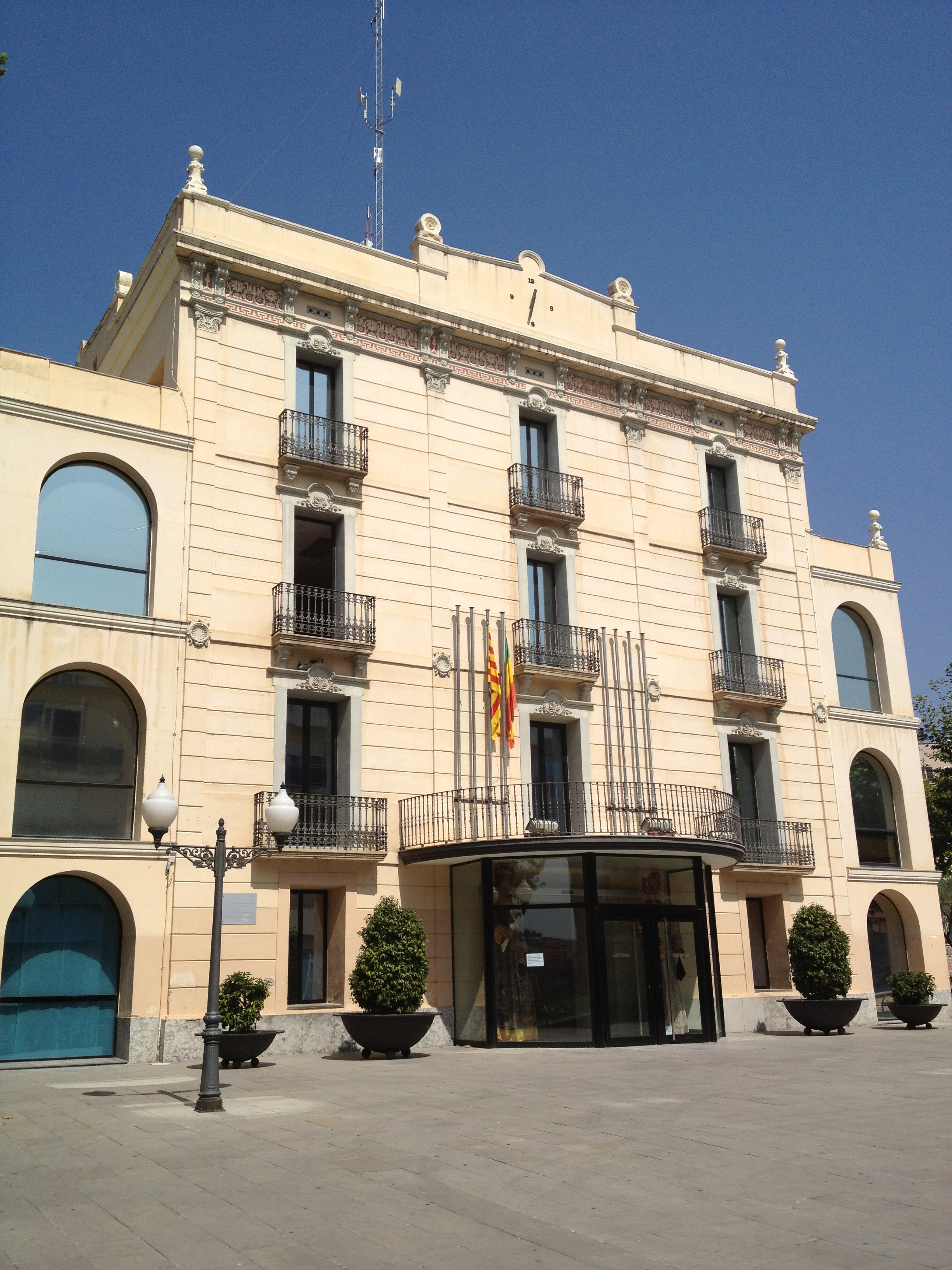
Casa consistorial, antiguo Hotel Gori

La sede del ayuntamiento (antiguo Hotel Gori) es un edificio incluido en el inventario del Patrimonio Arquitectónico de Cataluña. Construido el 31 de mayo de 1899, se trata de un edificio de estilo ochocentista que destaca por sus detalles ornamentales de estilo neoclásico así como por su fachada principal, rodeada de galerías. El Hotel Gori fue muy popular entre la burguesía de Barcelona mientras el balneario de La Puda estuvo en funcionamiento. Desde el año 1931 es la sede del ayuntamiento de Olesa de Montserrat.
La Cruz de Saba (creu de Saba, en catalán) se encuentra ubicada en el punto más alta del municipio, a 596 metros de altura. Antiguamente servía para delimitar el límite del término municipal, pero hoy en día ha perdido ya esa función. Visitada sobre todo por los excursionistas de Olesa de Montserrat y de los pueblos limítrofes, desde ella se obtiene una vista privilegiada del Bajo Llobregat, Noya y el Vallés Occidental.

## Ciudades hermanadas
- Solera de Gabaldón (España)
- Algarinejo (España)
- Weingarten[6] (Alemania)
- Nonantola (Italia)
- Liverdun (Francia)